# Oophaga granulifera
Oophaga granulifera is een kleine soort kikker uit de familie pijlgifkikkers (Dendrobatidae). De soort werd voor het eerst wetenschappelijk beschreven door Edward Harrison Taylor in 1958. Oorspronkelijk werd de wetenschappelijke naam Dendrobates granuliferus gebruikt. De soort behoorde lange tijd tot het geslacht Dendrobates.

## Uiterlijke kenmerken
De soort blijft met een maximale lengte van 2,2 centimeter zeer klein, en lijkt qua kleuren op enkele variaties van de aardbeikikker (Oophaga pumilio). De bovenzijde van het lichaam is bij Oophaga granulifera rood gekleurd, de rest van het lichaam is blauw van kleur. Er zijn echter belangrijke verschillen, bij de aardbeikikker is het hele bovenlichaam rood, en niet alleen de bovenzijde. Overigens hebben niet alle variaties van de aardbeikikker deze kleuren, sommige zien er totaal anders uit. Het belangrijkste verschil is te zien aan de huid, die van de aardbeikikker is glad, Oophaga granulifera heeft een extreem wrattige huid, de soortnaam granuliferus betekent knobbelig.

## Voedsel
Het voedsel bestaat uit allerlei kleine diertjes die over de bodem kruipen zoals kevertjes. Veel vijanden heeft de kikker niet omdat hij giftig is, het gif wordt uit prooidiertjes gehaald die het waarschijnlijk weer uit planten verkrijgen. Het gif is ongevaarlijk voor mensen en zeker bij in gevangenschap gehouden exemplaren is er geen gevaar omdat het gif niet wordt aangevuld.

## Algemeen
Dendrobates granulifera komt voor in zuidwestelijk Costa Rica en het aangrenzende deel van Panama. De habitat bestaat uit laaggelegen tropische regenwouden tot 700 meter boven zeeniveau. Mogelijk ook in het zuidoosten van Costa Rica. De habitat bestaat uit de bosbodem langs de oevers van beekjes, deze soort heeft een sterke band met de plant Dieffenbachia. De vrouwtjes brengen hier de larven groot in de met water gevulde poeltjes in de bladoksels van de plant. Hierdoor komt de kikker in gecultiveerde gebieden niet voor. Opmerkelijk is het voedsel van de larven; deze zijn ovivoor of eieretend en leven van de onbevruchte eitjes die het vrouwtje blijft produceren nadat de bevruchte eitjes zijn afgezet.